# Vätepellets
Vätepellets är ett sätt att försöka kontrollera vätets explosiva natur för att utvinna energi till att bland annat driva fordon. Det går ut på att på olika sätt skapa ett fast ämne ur vilket man kan utvinna väte. Detta kan sedan användas för att till exempel driva bränsleceller eller på annat sätt frigöra vätets inneboende energi.
Det är osäkert om den är tillräckligt energieffektiv. Forskning pågår i ett flertal olika bolag.